# Dmitrij Fomin
Dmitrij Aleksandrowicz Fomin (ros. Дмитрий Александрович Фомин; ur. 21 stycznia 1968 w Sewastopolu) – urodzony na Ukrainie, były rosyjski siatkarz, reprezentant Rosji, a wcześniej ZSRR, grający na pozycji przyjmującego. Mistrz Europy ze Związkiem Radzieckim w 1991. Obecnie trener siatkarski.

## Przebieg kariery
| Siatkarz            | Siatkarz              | Siatkarz           | Siatkarz           | Siatkarz           | Siatkarz           | Siatkarz           | Siatkarz           | Siatkarz           | Siatkarz           | Siatkarz           |                    |
| Lata                | Klub                  | Klub               | Klub               | Klub               | Klub               | Klub               | Klub               | Klub               | Klub               | Klub               | Klub               |
| ------------------- | --------------------- | ------------------ | ------------------ | ------------------ | ------------------ | ------------------ | ------------------ | ------------------ | ------------------ | ------------------ | ------------------ |
| 1986–1989           | Łokomotyw Kijów       | Łokomotyw Kijów    | Łokomotyw Kijów    | Łokomotyw Kijów    | Łokomotyw Kijów    | Łokomotyw Kijów    | Łokomotyw Kijów    | Łokomotyw Kijów    | Łokomotyw Kijów    | Łokomotyw Kijów    | Łokomotyw Kijów    |
| 1989–1992           | CSKA Moskwa           | CSKA Moskwa        | CSKA Moskwa        | CSKA Moskwa        | CSKA Moskwa        | CSKA Moskwa        | CSKA Moskwa        | CSKA Moskwa        | CSKA Moskwa        | CSKA Moskwa        | CSKA Moskwa        |
| 1992–1996           | Edilcuoghi Rawenna    | Edilcuoghi Rawenna | Edilcuoghi Rawenna | Edilcuoghi Rawenna | Edilcuoghi Rawenna | Edilcuoghi Rawenna | Edilcuoghi Rawenna | Edilcuoghi Rawenna | Edilcuoghi Rawenna | Edilcuoghi Rawenna | Edilcuoghi Rawenna |
| 1996–2002           | Sisley Treviso        | Sisley Treviso     | Sisley Treviso     | Sisley Treviso     | Sisley Treviso     | Sisley Treviso     | Sisley Treviso     | Sisley Treviso     | Sisley Treviso     | Sisley Treviso     | Sisley Treviso     |
| 2002–2003           | Toray Arrows          | Toray Arrows       | Toray Arrows       | Toray Arrows       | Toray Arrows       | Toray Arrows       | Toray Arrows       | Toray Arrows       | Toray Arrows       | Toray Arrows       | Toray Arrows       |
| 2003–2006           | Dinamo Kazań          | Dinamo Kazań       | Dinamo Kazań       | Dinamo Kazań       | Dinamo Kazań       | Dinamo Kazań       | Dinamo Kazań       | Dinamo Kazań       | Dinamo Kazań       | Dinamo Kazań       | Dinamo Kazań       |
| Trener/Zarząd klubu |                       |                    |                    |                    |                    |                    |                    |                    |                    |                    |                    |
| Lata                | Klub                  | Kobiety/mężczyźni  | Funkcja            |                    |                    |                    |                    |                    |                    |                    |                    |
| 2006–2007           | Dinamo Moskwa         | kobiety            | I trener           |                    |                    |                    |                    |                    |                    |                    |                    |
| 2007–2009           | CSKA Moskwa           | mężczyźni          | I trener           |                    |                    |                    |                    |                    |                    |                    |                    |
| 2009–2011           | Kuzbass Kemerowo      | mężczyźni          | I trener           |                    |                    |                    |                    |                    |                    |                    |                    |
| 2011–2012           | Jenisiej Krasnojarsk  | mężczyźni          | I trener           |                    |                    |                    |                    |                    |                    |                    |                    |
| 2015–2016           | ASK Niżny Nowogród    | mężczyźni          | dyrektor sportowy  |                    |                    |                    |                    |                    |                    |                    |                    |
| 2016–               | ASK Niżny Nowogród    | mężczyźni          | prezes             |                    |                    |                    |                    |                    |                    |                    |                    |
| 2016–               | Sparta Niżny Nowogród | kobiety            | prezes             |                    |                    |                    |                    |                    |                    |                    |                    |

## Jako zawodnik

### Sukcesy klubowe
Puchar ZSRR:
- 1987

Klubowe Mistrzostwa Świata:
- 1989

Mistrzostwo ZSRR:
- 1990, 1991

Puchar Europy Mistrzów Klubowych:
- 1991, 1993, 1994, 1999, 2000
- 1995, 2001
- 1992

Superpuchar Europy:
- 1991, 1992, 1993, 1999

Puchar CEV:
- 1998
- 1996

Mistrzostwo Włoch:
- 1998, 1999, 2001
- 1997, 2002

Superpuchar Włoch:
- 1998, 2000, 2001

Puchar Włoch:
- 2000

Mistrzostwo Rosji:
- 2004, 2005

Puchar Rosji:
- 2004

### Sukcesy reprezentacyjne
Puchar Świata:
- 1991
- 1989

Mistrzostwa Świata:
- 1990

Liga Światowa:
- 1993
- 1991, 1996, 1997

Mistrzostwa Europy:
- 1991
- 1993

## Nagrody indywidualne
- 1991: MVP Mistrzostw Europy
- 1991: MVP i najlepszy atakujący Pucharu Świata
- 1993: Najlepszy atakujący i zagrywający turnieju finałowego Ligi Światowej
- 1995: MVP i najlepszy punktujący turnieju finałowego Ligi Światowej
- 1995: Najlepszy atakujący Mistrzostw Europy
- 2004: MVP Pucharu Rosji
- 2005: Zdobywca nagrody im. A.Kuzniecowa dla najlepszego siatkarza sezonu 2004/2005 w rosyjskiej Superlidze

## Jako trener

### Sukcesy klubowe
Liga Mistrzyń:
- 2007

Mistrzostwo Rosji:
- 2007